# Barong Sawahan
Barong Sawahan is een bestuurslaag in het regentschap Jombang van de provincie Oost-Java, Indonesië. Barong Sawahan telt 2874 inwoners (volkstelling 2010).